# Joseph Louis Bernardin
 Joseph Louis Bernardin (Columbia, 2 de abril de 1928 — Chicago, 14 de novembro de 1996) foi prelado norte-americano da Igreja Católica Romana. Serviu como bispo-auxiliar da Arquidiocese de Atlanta, de 1966 a 1968. Depois foi arcebispo de Cincinnati, de 1972 a 1982, e, finalmente], arcebispo de Chicago, de 1982 até sua morte. Foi elevado ao cardinalato em 1983.

## Biografia
Nasceu em Columbia, Diocese de Charleston, Estados Unidos, o mais velho do casal de filhos dos imigrantes italianos Maria Magdalen Simion e Joseph Bernardin, canteiro. Sua irmã chamava-se Elaine. Joseph morreu de câncer quando seu filho tinha seis anos de idade. Bernardin foi batizado e crismado na Igreja de São Pedro em Columbia.
Aspirava, a princípio, tornar-se médico. Assim, matriculou-se no programa pré-medicina da Universidade da Carolina do Sul em Columbia. Depois transferiu-se para o Seminário de Santa Maria em Baltimore, Maryland. Graduou-se em Filosofia em 1948 e, subsequentemente, matriculou-se na Universidade Católica da América para estudar Teologia.
Foi ordenado presbítero na Igreja de São José, em Columbia, por Dom John Joyce Russell, ordinário da Diocese de Charleston, em 26 de abril de 1952. De 1952 a 1966, exerceu diversas funções dentro de sua diocese: ministério pastoral, professor do Liceu Católico, vigário geral. Em 18 de dezembro de 1959, foi nomeado Camareiro Particular Supranumerário e, em 1959, elevado a Prelado Doméstico de Sua Santidade.
Em 4 de março de 1966, o Papa Paulo VI o nomeou bispo-auxiliar da Arquidiocese de Atlanta, com sé titular em Lugura. Sua sagração episcopal se deu no seu aniversário de ordenação sacerdotal, no dia 26 de abril seguinte, na Catedral de São João Batista, em Charleston, presidida por Dom Paul John Hallinan, arcebispo de Atlanta, assistido por Dom Ernest Leo Unterkoefler, então ordinário de Charleston, e por Dom Francis Frederick Reh, bispo-titular de Macriana e reitor do Pontifício Colégio Norte-Americano. Tomou como lema episcopal: As those who serve (Como aqueles que servem).
Entre março e maio de 1968, assumiu interinamente o governo da arquidiocese, na qualidade de administrador apostólico, após a morte de Hallinan até a nomeação do novo arcebispo, Thomas Andrew Donnellan. Em 5 de abril do mesmo, renunciara ao cargo de bispo-auxiliar de Atlanta para assumir a secretaria-geral da Conferência Nacional dos Bispos Católicos e da Conferência Católica dos Estados Unidos.
Em 21 de novembro de 1972, foi nomeado arcebispo de Cincinnati em Ohio, vacante havia cinco meses, desde a morte de seu ordinário, Dom Paul Francis Leibold. Tomou posse em 19 de dezembro seguinte. Foi presidente da Conferência Nacional dos Bispos dos Estados Unidos de 1974 a 1977. Foi transferido para a Arquidiocese de Chicago em substituição ao falecido cardeal John Patrick Cody em 8 de julho de 1982, empossado em 25 de agosto seguinte.
Foi criado cardeal-presbítero no consistório de 2 de fevereiro de 1983, recebendo o título de Jesus Divino Trabalhador. Ao longo de seu episcopado, participou de diversas reuniões do Sínodo dos Bispos no Vaticano e, por mais de uma vez, tomou parte do secretariado geral dos mesmos.
Em junho de 1995, Bernardin submeteu-se a uma cirurgia para câncer pancreático. Em agosto de 1996, ele declarou que o câncer havia retornado, locado em seu fígado, e era inoperável. O cardeal Bernardin faleceu aos 68 anos em sua residência no bairro Near North Side, em Chicago. Seu corpo foi sepultado na cripta episcopal do Cemitério Monte Carmelo, em Hillside.

## Honras
Em 09 de setembro de 1996 entregou presidente dos Estados Unidos Bill Clinton Bernardin, a Medalha da Liberdade ("A Medalha Presidencial da Liberdade"), a mais alta honraria civil nos Estados Unidos. Já em 1985, ele recebeu o Prêmio Pacem in Terris.

## Literatura
Eugene C. Kennedy: o cardeal Bernardin. Facilitando o conflito e lutando pela alma do catolicismo americano . Chicago 1989, ISBN 0933893981